# Caño de Sancti Petri
El Caño de Sancti Petri es un canal poco profundo en la provincia de Cádiz, Andalucía, suroeste de España. Su corriente de agua de mar, que fluye entre las localidades gaditanas de San Fernando (situada en una isla), Chiclana de la Frontera y Puerto Real (en la Península), separa a Chiclana y a Puerto Real del tómbolo arenoso, donde se asientan Cádiz y San Fernando. Sobre él pasa el puente Zuazo, símbolo de San Fernando y que une a la ciudad con el resto de la provincia.

## Emplazamiento

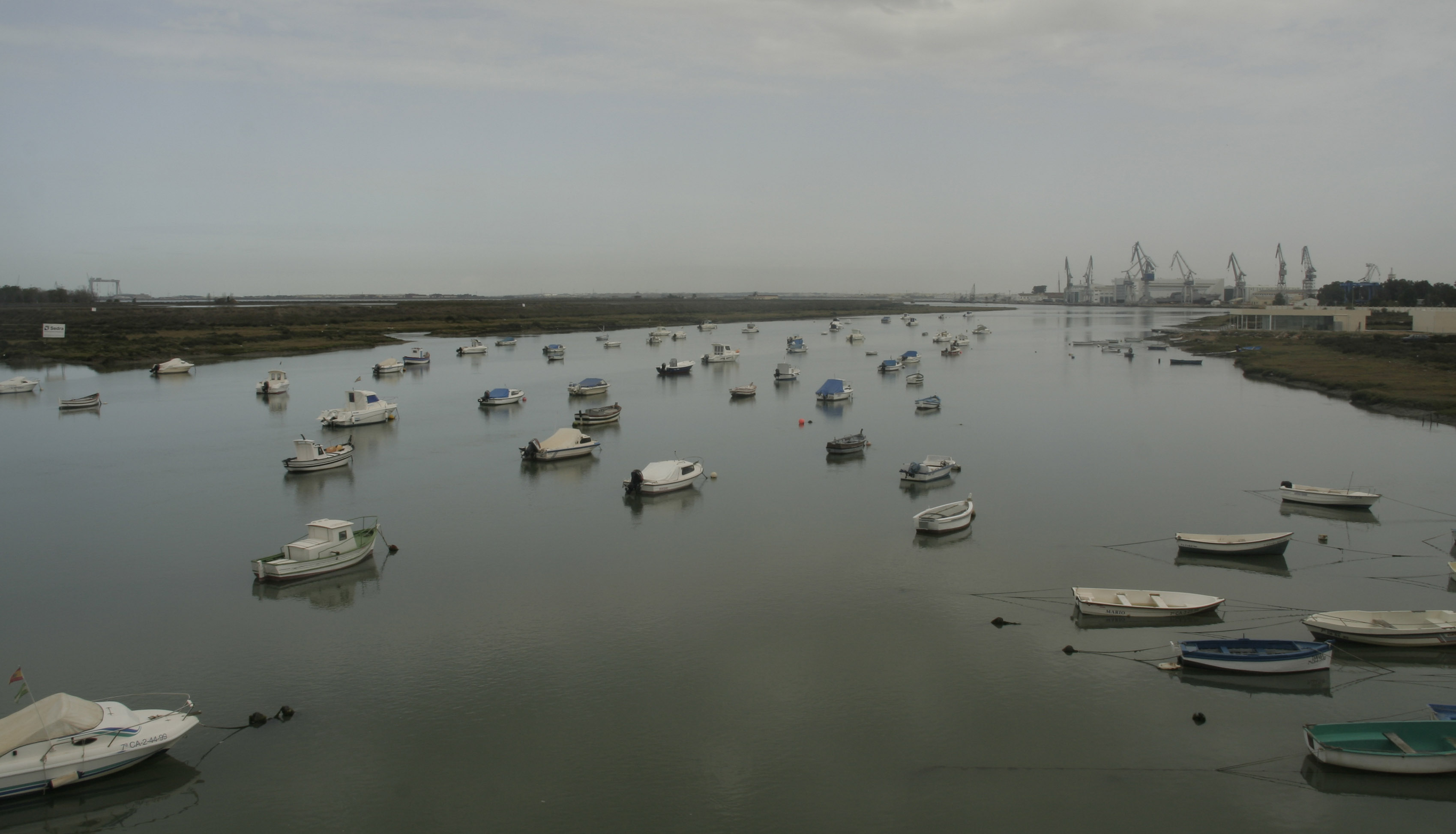
Vista del caño con los Astilleros de San Fernando al fondo.

El caño de Sancti Petri se ubica al norte de Chiclana de la Frontera y al este de San Fernando, separando los términos de ambas localidades. Desde el caño se pueden avistar varios núcleos de población asentados en torno a él, como San Fernando, Chiclana de la Frontera, Medina Sidonia, Puerto Real, etc. Por el tramo medio se encuentra la isla del Vicario, perteneciente a San Fernando.

## Formación geológica

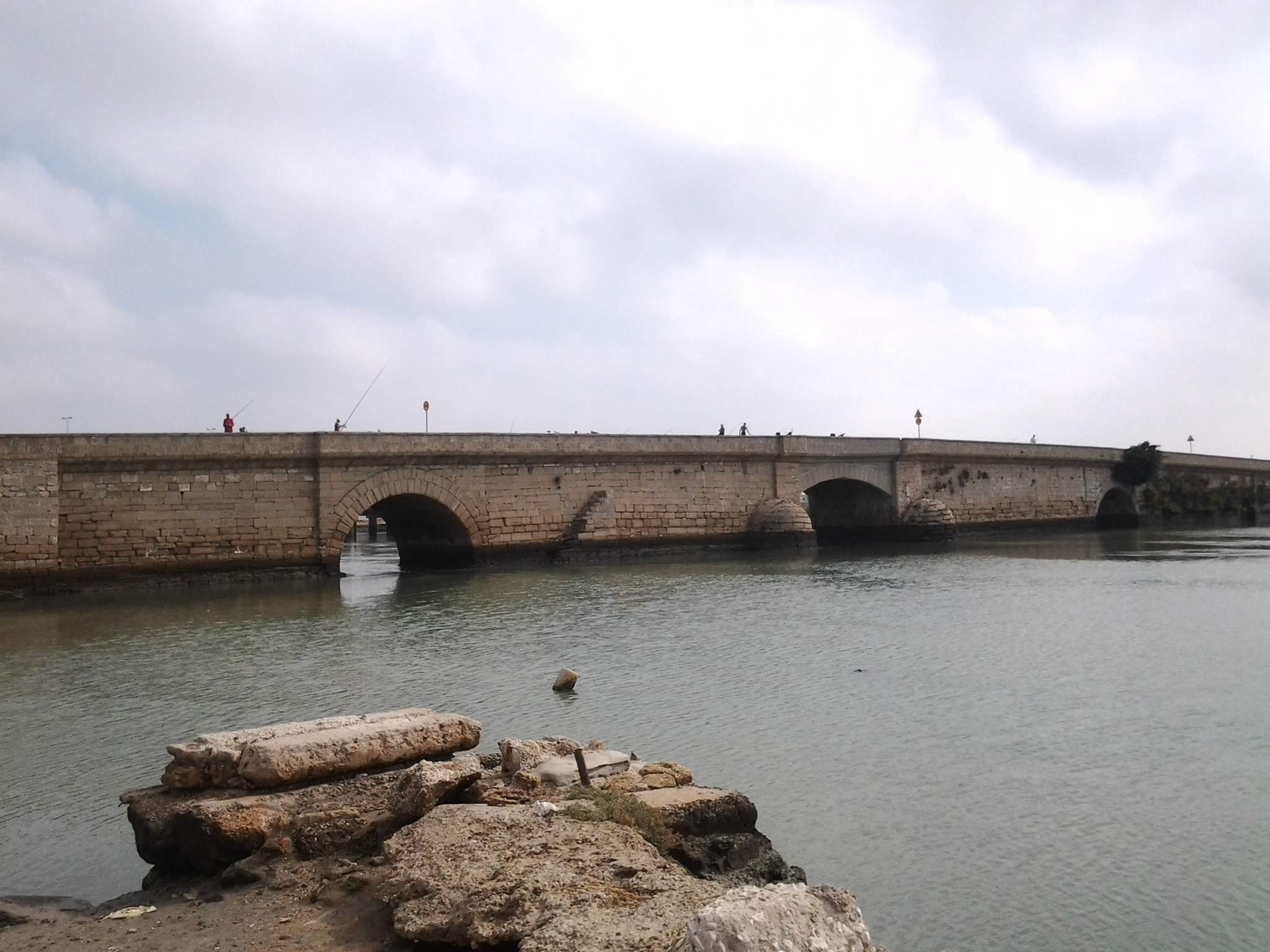
Puente Zuazo.

El actual territorio de la provincia de Cádiz es una de las «consecuencias» de la formación, durante el Mioceno, de la cordillera de los Alpes, lo que conllevó el cabalgamiento de los materiales más antiguos de la zona, que se superpusieron sobre los más modernos, mientras que las placas europeas y africanas acercaron paulatinamente cada vez más.
En lo que respecta al litoral gaditano, el origen de la Bahía de Cádiz podría fecharse en torno al Mioceno superior, como resultado de una depresión tectónica que, durante el Plioceno y parte del Pleistoceno, quedó ocupada por un delta que configuró la línea de costa. La arena, la caliza y el conglomerado que allí se depositaron dieron lugar a la típica piedra ostionera, con la que se construían y se adornan muchos de los edificios de la zona. Hace unos 20 000 años, este delta, debido al cambio del nivel del mar, fue hundiéndose hasta poco antes del Holoceno, a partir del cual comenzó a estabilizarse.
En los decenios posteriores al final de la subida del nivel del mar, ante el último calentamiento de los casquetes polares y el cual también provocó el alejamiento de la zona del continente, empezaron a depositarse arenas en el borde de aquella costa y de las islas cercanas que, por entonces, surgieron en la bahía: las denominadas Gadeiras formadas por Cimbis, Erytheia y Kotinoussa, que, a lo largo de los siglos, evolucionaron en las actuales ciudades de Cádiz y San Fernando.
Los depósitos que fueron sedimentándose dieron lugar a los estuarios y las marismas que se asientan a las orillas del caño y que se han venido aprovechando a lo largo de los siglos como salinas.

## Fauna y flora
El Caño de Sancti Petri forma parte del ecosistema del parque natural de la Bahía de Cádiz.

## Baterías defensivas
A lo largo del caño se encuentran varias baterías que en su época protegían a la isla de León.
Baterías del Puente Zuazo:
- Batería de Zuazo
- Batería de San Felipe
- Batería de San Pablo
- Baluarte de Alburquerque
- Baluarte del Ángulo
- Baluarte de San Pedro
- Baluarte de Santiago
- Batería del Portazgo
- Baluarte de la Concepción

Baterías de la isla del Vicario:
- Batería de San Pedro
- Reducto de San Judas
- Batería de los Ángeles

Baterías de Gallineras:
- Gallinera alta
- Gallinera baja

Baterías de las marismas de Camposoto:
- Batería de San José del Baruel
- Batería de San Melitón de la Calavera

Baterías de la Punta del Boquerón:
- Batería de Aspiroz
- Batería de Urrutia
- Batería de San Genís